# Kościół św. Mikołaja w Domaszkowie
Kościół św. Mikołaja w Domaszkowie – zabytkowy kościół we wsi Domaszków (powiat kłodzki).
Kościół parafialny z XVI w., przebudowany w XVIII w.
Przy kościele:
- kaplica grobowa z połowy XVIII, nr rej.: 2025 z 25.05.1972,
- plebania z 1781, ul. Kolejowa 2, nr rej.: A/1957/1380/WŁ z 27.11.1992

We wsi kamienna figura NMP (Immaculata), z pierwszej poł. XVIII w., nr rej.: B/1941 z 10.07.2008 oraz kamienna rzeźba Ukrzyżowanie z przedstawieniem Piety, z 1798 r., nr rej.: B/1967 z 17.11.2008.

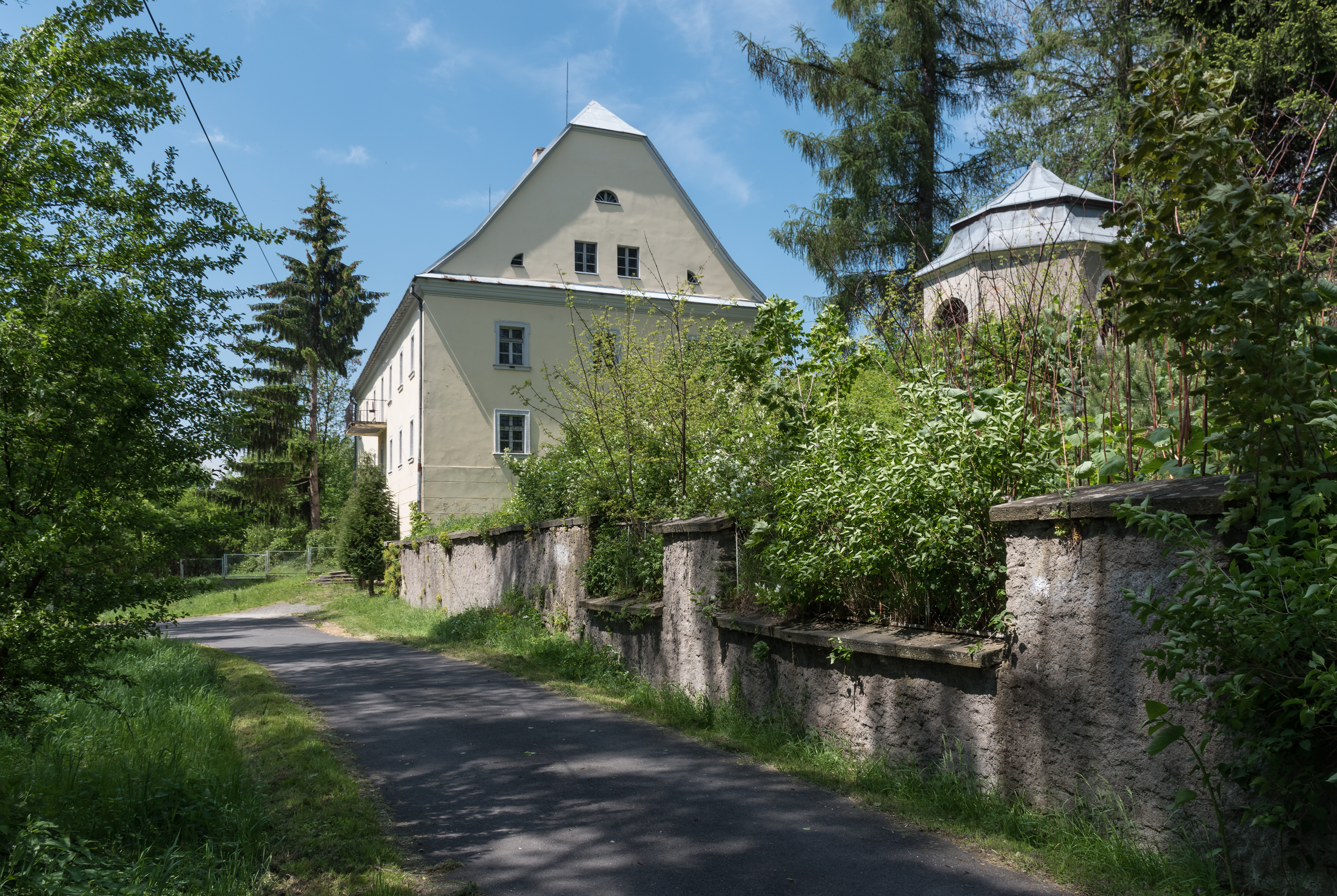
Zabytkowa plebania w Domaszkowie